# Joy Fleming
Pour les articles homonymes, voir Liebenow, Fleming et Raad.

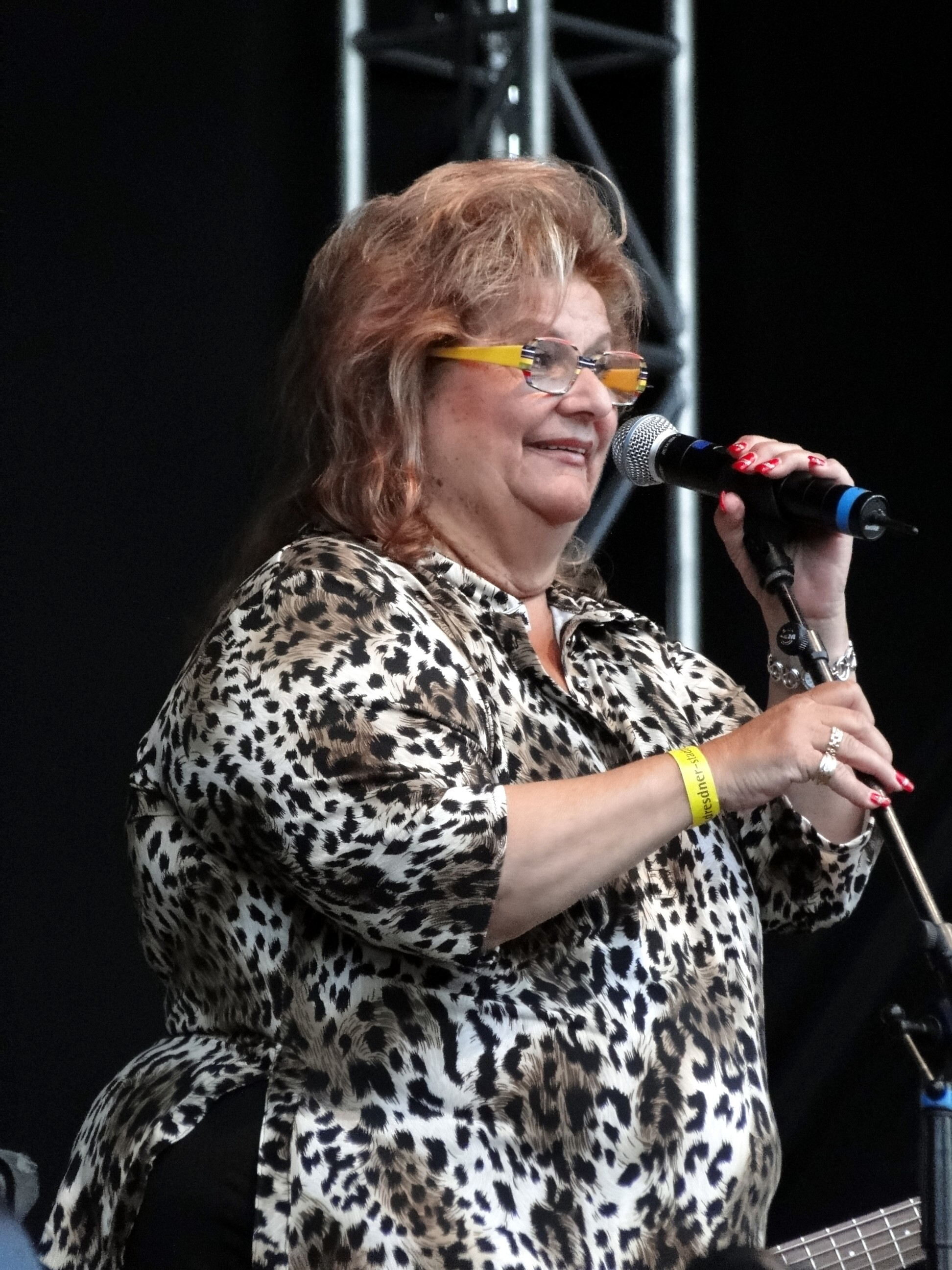
Joy Fleming en 2012.

Erna Liebenow née Raad, dite Joy Fleming, née le 15 novembre 1944 à Rockenhausen (Rhénanie-Palatinat) et morte le 27 septembre 2017 à Sinsheim-Hilsbach (de) (Bade-Wurtemberg), est une chanteuse allemande.

## Biographie
Joy Fleming commence sa carrière en 1958, et en 1968 forme le groupe Joy & The Hitkids, membre elle-même jusqu'en 1972.
Sa carrière solo commence en 1972 avec le single Neckarbrückenblues  produit par Peter Kirsten pour son nouveau label Global Records.
En 1975, elle représente l'Allemagne aux Concours Eurovision de la chanson à Stockholm avec la chanson "Ein Lied kann eine Brücke sein" et atteint la 17ème place avec 15 points.
Joy participe à nouveau aux présélections allemandes à l'Eurovision de 1986, 2001 et 2002
En 2007, elle sort son autobiographie intitulée Meine Welt.
Elle est inhumée à Sinsheim-Hilsbach.

## Discographie

### Singles
- 1967 What Can I Do Without You (Joy & The Hitkids)
- 1967 I Hold No Grudge (Joy & The Hitkids)
- 1967 You’re My Sunshine (Joy & The Hitkids)
- 1968 Daytime, Nighttime (Joy & The Hitkids)
- 1972 Neckarbrückenblues
- 1972 Mannemer Dreck
- 1973 Kall, oh Kall
- 1974 Rocktown
- 1975 Ein Lied kann eine Brücke sein
- 1977 Ich sing fer’s Finanzamt
- 1985 Zuviel Gefühl
- 1986 Miteinander (Fleming & Berry)
- 1987 Don’t You Know“
- 1988 Butzekrampel
- 2001 The Power of Trust (Leslie, Joy & Brigitte)
- 2006 Since You Are Gone (Joy Fleming & Robert Zephiro Milla)

### Albums
- 1973 Halbblut
- 1974 Joy Fleming – live
- 1975 Menschenskind
- 1976 Have a Good Time
- 1978 I Only Wanna Get Up and Dance
- 1981 Vocals and Keyboards (avec Christian Schulze)
- 1984 Helden werden auch mal älter
- 1987 N
- 1993 Sentimental Journey
- 1994 Viele Gesichter
- 2002 Joy to the World (Joy Fleming & le Jambalaya Chor)
- 2006 Winterzeit – Chants de Noël
- 2007 L’Attraction - Pop et Disco
- 2010 So bin ich – SoulPopDeutsch

### Autres chansons
- 1969 Es war einmal (Joy & the Hitkids) (chanson titre de Grimms Märchen von lüsternden Pärchen)
- 1974 This Is My Life
- 1974 Let Me Be the One
- 1975 Arbeitslos
- 1984 Dance Tonight
- 1988 The Yodel Queen (Walter Bockmayers Geierwally)
- 1988 Geierwally (Walter Bockmayers Geierwally)
- 1988 Gypsyland
- 1989 Sing and Take My Hand (crée à l’occasion de la chute du mur de Berlin)
- 1989 Anne (chanson titre de la série animée Anne mit den roten Haaren)
- 1991 Glücksrad - Chanson titre
- 1991 Feuer und Flamme
- 1993 How High the Moon
- 1994 Berühre mich (dédiée à l'AIDS-Hilfe – Deutsche AIDS-Hilfe e. V.)
- 1994 Raff’ dich auf
- 1998 Gedanken einer Frau
- 1999 Blues: Lance-Dance – Get Your Chance! (avec Lutz Dannewitz, Oper Berlin)
- 2007 Meine Welt - Chanson du Jubilée des 400 ans de la ville de Mannheim (Joy Fleming, Rolf Stahlhofen et autres)
- 2009 Keine Macht der Welt (duo avec Sascha Heyna)